# Bulbine retinens
Bulbine retinens är en grästrädsväxtart som beskrevs av Van Jaarsv. och Steven A. Hammer. Bulbine retinens ingår i släktet bulbiner, och familjen grästrädsväxter. Inga underarter finns listade i Catalogue of Life.